# 白縫村
白縫村（しらぬいむら）は、日本の領有下において樺太に存在した村（指定町村）。
当該地域の領有権に関する詳細は樺太の項目を、現状に関してはサハリン州の項目を参照。

## 概要
オホーツク海に面し、樺太の最狭部に位置し東海岸と西海岸を結ぶバスが村内の真縫駅から泊居郡久春内村の久春内駅を結んでいた。同区間を結ぶ鉄道計画（真久線）も存在したが、日本統治時代には着工されず1971年にソ連により実現した。

## 歴史
- 1915年（大正4年）6月26日 - 「樺太ノ郡町村編制ニ関スル件」（大正4年勅令第101号）の施行により行政区画として発足。栄浜郡に所属し、豊原支庁が管轄。
- 1923年（大正12年）3月31日 - 富浜村大字小田寒字真苫が編入。
- 1929年（昭和4年）7月1日 - 樺太町村制の施行により二級町村となる。
- 1937年（昭和12年）7月1日 - 豊原支庁が豊栄支庁に改称。
- 1938年（昭和13年）9月5日 - 白浦炭礦二坑でガス爆発。１７名の犠牲者を出す。 [2]
- 1942年（昭和17年）11月 - 所属郡が豊栄郡に、管轄支庁が豊原支庁にそれぞれ変更。
- 1943年（昭和18年）4月1日
  - 「樺太ニ施行スル法律ノ特例ニ関スル件」（大正9年勅令第124号）が廃止され、内地編入。
  - 指定町村となる。
- 1945年（昭和20年）
  - 7月17日 - アメリカ軍が一時上陸して村内樺太東線白浜駅 - 白浦駅間の鉄道を爆破し、軍用列車が脱線転覆する事件が発生した。
  - 8月22日 - ソビエト連邦により占拠される。
- 1949年（昭和24年）6月1日 - 国家行政組織法の施行のため法的に樺太庁が廃止。同日白縫村廃止。

## 村内の地名
| - 白浦（しらうら） - 真縫（まぬい） - 真苫（まとま） - 真縫沢（まぬいざわ） - 上真縫沢（かみまぬいざわ） - 南辺計礼（みなみぺけれ） - 北辺計礼（きたぺけれ） - 保呂（ほろ） - 落安（おちやす） - 輪荒（わあれ） | - 箱田（はこだ） - 宇戸内（うとない） - 中浜（なかはま） - 草浜（くさはま） - 赤川（あかがわ） - 武意蔵（むいくら） - チトカンチシ - 森本沢（もりもとざわ） - 轟峠（とどろきとうげ） |

（）

## 地域

### 教育
以下の学校一覧は1945年（昭和20年）4月1日現在のもの。
- 樺太公立白浦国民学校
- 樺太公立真苫国民学校
- 樺太公立保呂国民学校
- 樺太公立真縫国民学校
- 樺太公立真縫沢国民学校